# Швейцарська огранка
Огранка швейцарська — спрощений варіант 57-гранної діамантової огранки. Корона містить 8-кутну таблицю, оточену 16 трикутними гранями і павільйон з 8 чотирикутних граней головного поясу. Застосовується для огранювання дрібних кристалів алмазу.